# Terebratalia coreanica
Terebratalia coreanica är en armfotingsart som först beskrevs av Adams och Reeve 1850.  Terebratalia coreanica ingår i släktet Terebratalia och familjen Terebrataliidae. Inga underarter finns listade i Catalogue of Life.